# Spagna ai Giochi della XXXIII Olimpiade
La Spagna ha partecipato ai Giochi della XXXIII Olimpiade, svoltisi a Parigi dal 26 luglio all'11 agosto 2024, con una delegazione di 399 atleti, 200 uomini e 202 donne, in 31 sport e 38 discipline.
I portabandiera alla cerimonia di apertura sono stati Marcus Cooper Walz e Támara Echegoyen.

## Delegazione
| Sport                | Uomini | Donne | Totale |
| -------------------- | ------ | ----- | ------ |
| Arrampicata sportiva | 1      | 1     | 2      |
| Atletica leggera     | 29     | 35    | 64     |
| Badminton            | 1      | 1     | 2      |
| Beach volley         | 2      | 4     | 6      |
| Calcio               | 18     | 18    | 36     |
| Canoa/kayak          | 12     | 9     | 21     |
| Canottaggio          | 6      | 3     | 9      |
| Ciclismo             | 7      | 2     | 9      |
| Equitazione          | 9      | 0     | 9      |
| Ginnastica           | 6      | 11    | 17     |
| Golf                 | 2      | 2     | 4      |
| Hockey su prato      | 19     | 19    | 38     |
| Judo                 | 5      | 4     | 9      |
| Nuoto                | 9      | 11    | 20     |
| Nuoto artistico      | 0      | 9     | 9      |
| Pallacanestro        | 12     | 16    | 28     |
| Pallamano            | 17     | 17    | 34     |
| Pallanuoto           | 13     | 13    | 26     |
| Pentathlon moderno   | 0      | 1     | 1      |
| Pugilato             | 5      | 1     | 6      |
| Scherma              | 1      | 1     | 2      |
| Skateboard           | 2      | 3     | 5      |
| Surf                 | 1      | 2     | 3      |
| Taekwondo            | 2      | 2     | 4      |
| Tennis               | 6      | 2     | 8      |
| Tennistavolo         | 1      | 1     | 2      |
| Tiro con l'arco      | 1      | 1     | 2      |
| Tiro                 | 2      | 2     | 4      |
| Triathlon            | 3      | 2     | 5      |
| Tuffi                | 2      | 2     | 4      |
| Vela                 | 6      | 7     | 13     |
| Totale               | 200    | 202   | 402    |